# Totteridge & Whetstone (London Underground)

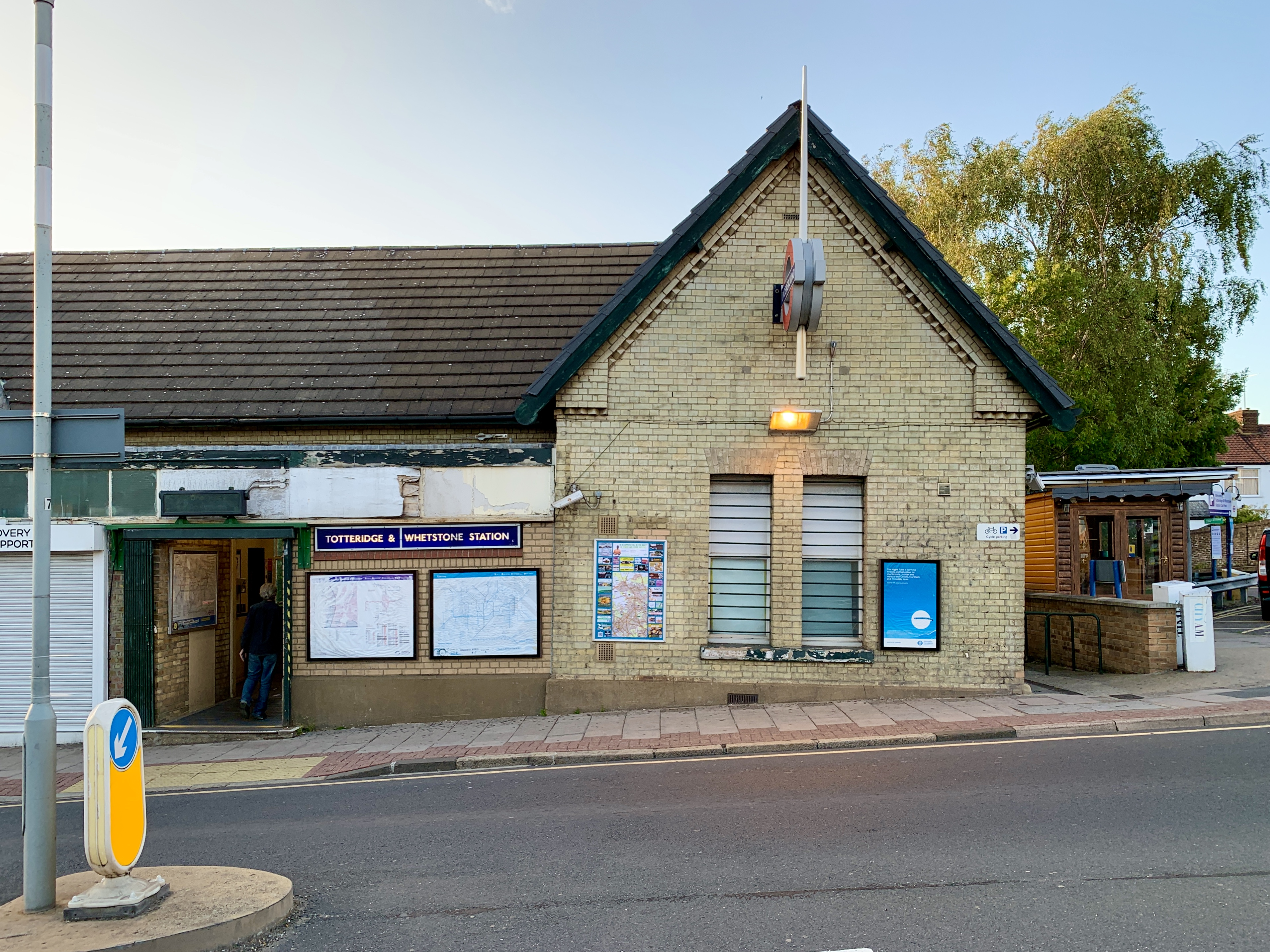
Stationsgebäude

Totteridge & Whetstone ist eine oberirdische Station der London Underground im Stadtbezirk London Borough of Barnet. Sie liegt in der Travelcard-Tarifzone 4 an der Totteridge Lane und wird von der Northern Line bedient. Im Jahr 2013 nutzten 1,95 Millionen Fahrgäste diese von der Northern Line bediente Station.

## Anlage

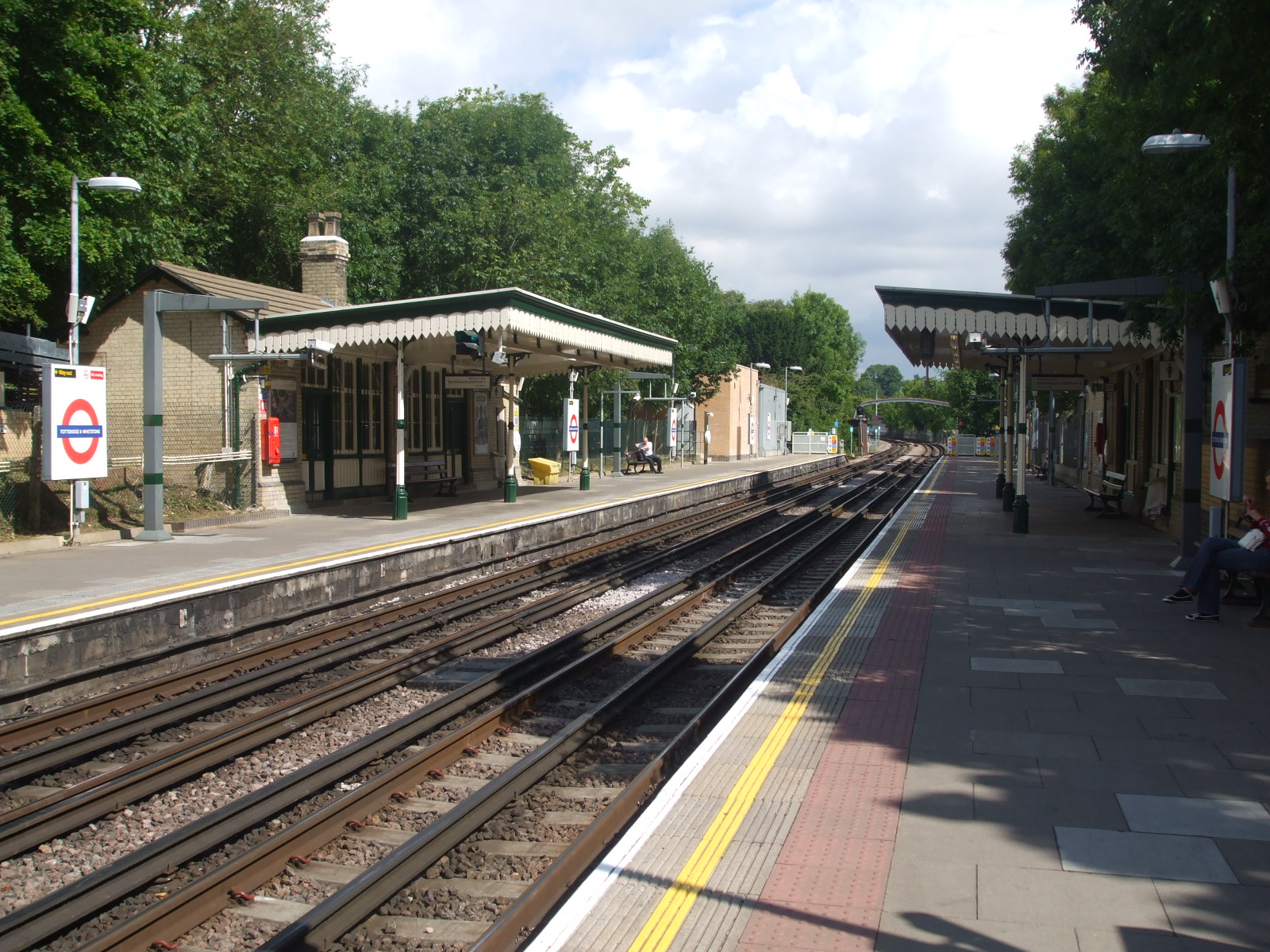
Blick auf die Bahnsteige

Zwar fährt die U-Bahn hier erst seit Beginn der 1940er Jahre, doch die Station wurde bereits mehr als siebzig Jahre zuvor als Haltepunkt einer Vorortseisenbahn gebaut. Der westliche Teil des Stationsgebäudes wird als Geschäftslokal vermietet. Östlich der Station befindet sich eine Sackgasse mit einem Wendeplatz für Busse und einem Parkplatz. Wegen der zu den Bahnsteigen hinunterführenden Treppen ist die Station nicht rollstuhlgängig. Die Architektur des Stationsgebäudes aus viktorianischer Zeit ist weitgehend erhalten geblieben.

## Geschichte
Die Planungen für die Station gehen auf die Edgware, Highgate and London Railway (EH&LR) zurück, die 1867 von der Great Northern Railway (GNR) übernommen wurde. Die GNR eröffnete am 1. April 1872 die Eisenbahnlinie zwischen Finchley Central und High Barnet, die Station hieß zunächst Whetstone and Totteridge.
Mit dem Railways Act 1921 vereinigte man sämtliche Bahngesellschaften des Landes zu vier großen Gesellschaften, die GNR ging dabei 1923 in die London and North Eastern Railway (LNER) auf. Im Rahmen des Northern Heights-Projekts wurde die Eisenbahnstrecke nach High Barnet in das Underground-Netz integriert. Der U-Bahn-Betrieb begann am 14. April 1940, seither wird der heute gebräuchliche Name verwendet. Während kurzer Zeit befuhren sowohl U-Bahn als auch Eisenbahn die Strecke, der letzte Zug der LNER verkehrte im März 1941.